# Toxin

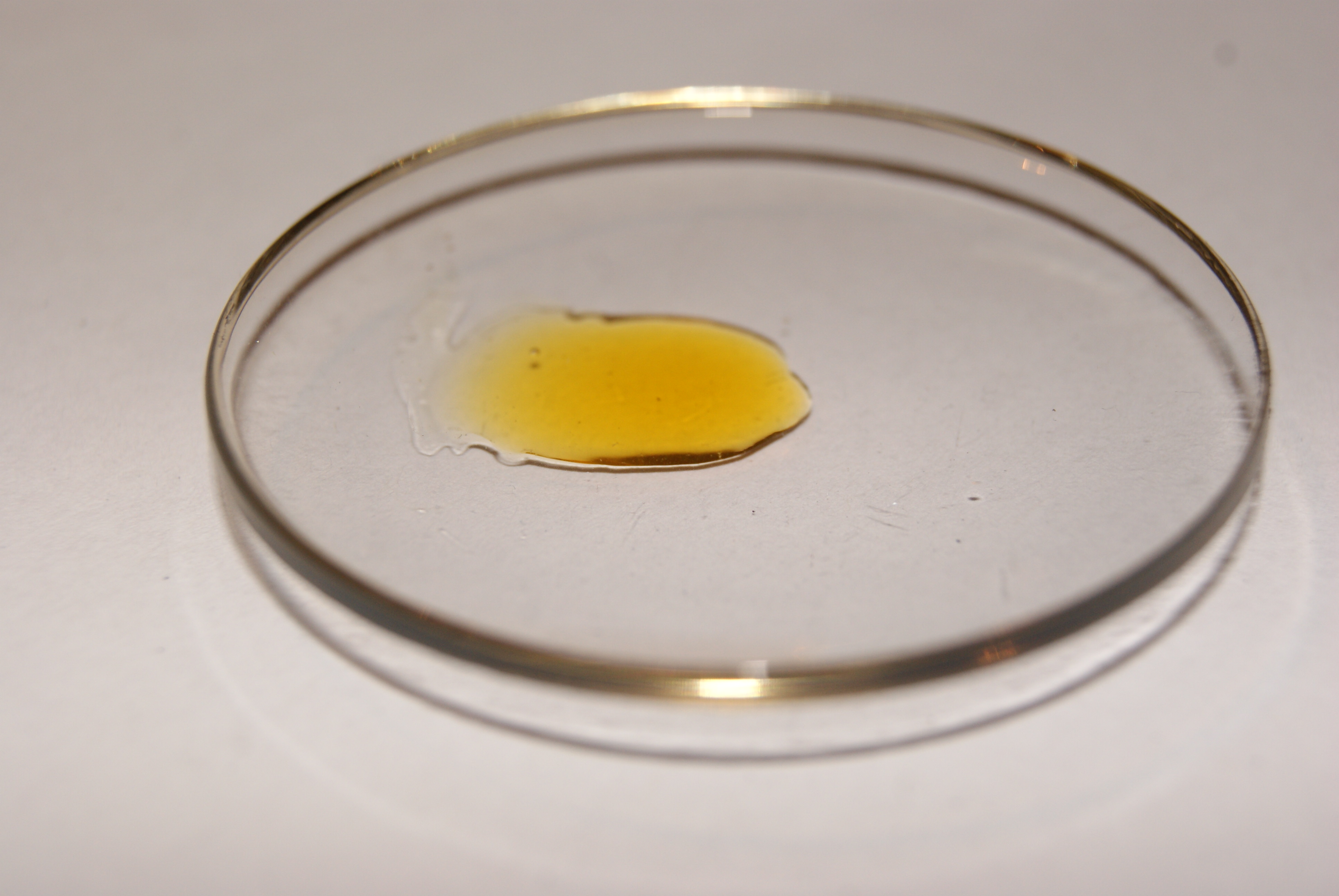
Giftsekret der Giftschlange Agkistrodon contortrix

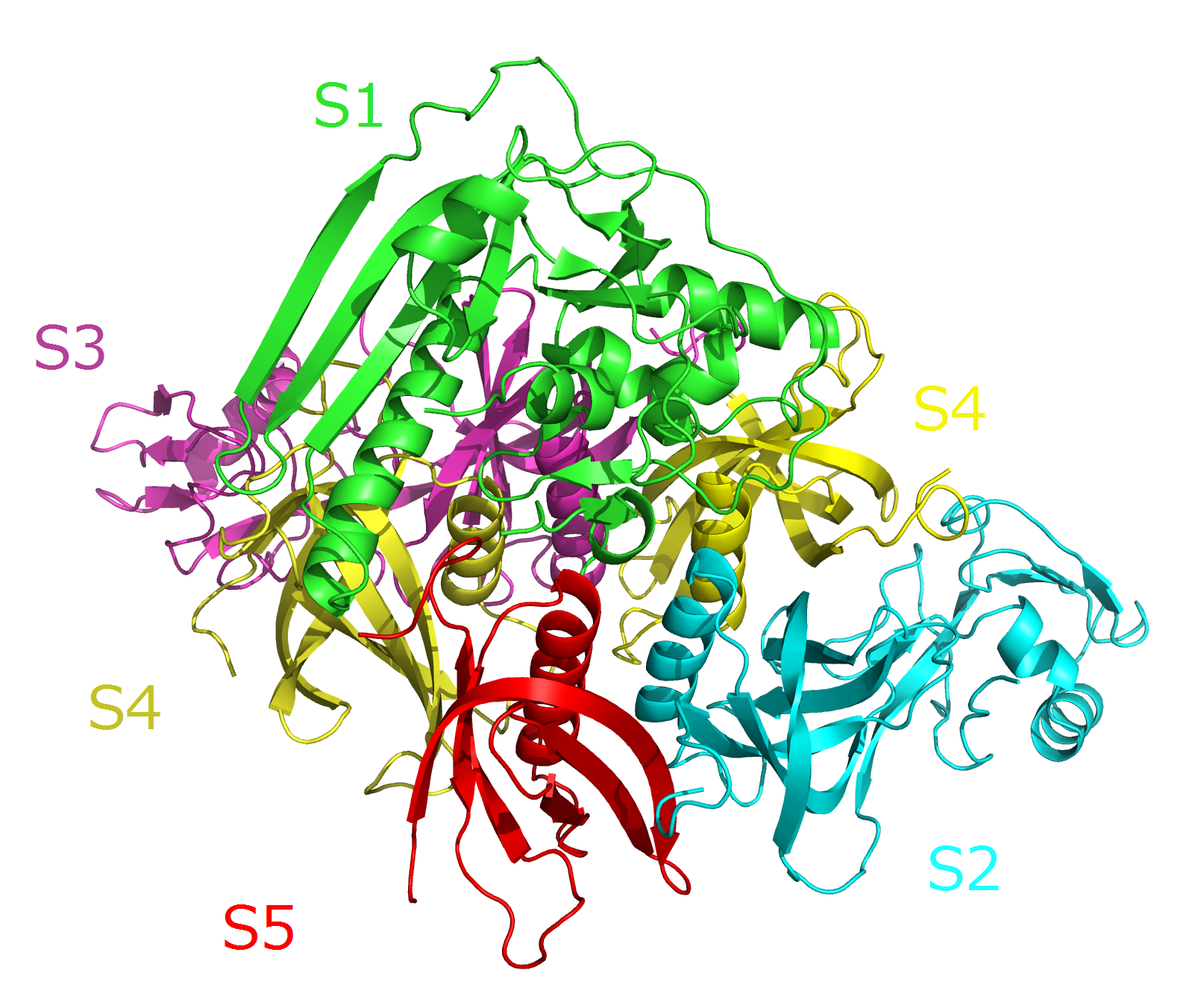
Pertussistoxin des Keuchhustenerregers Bordetella pertussis

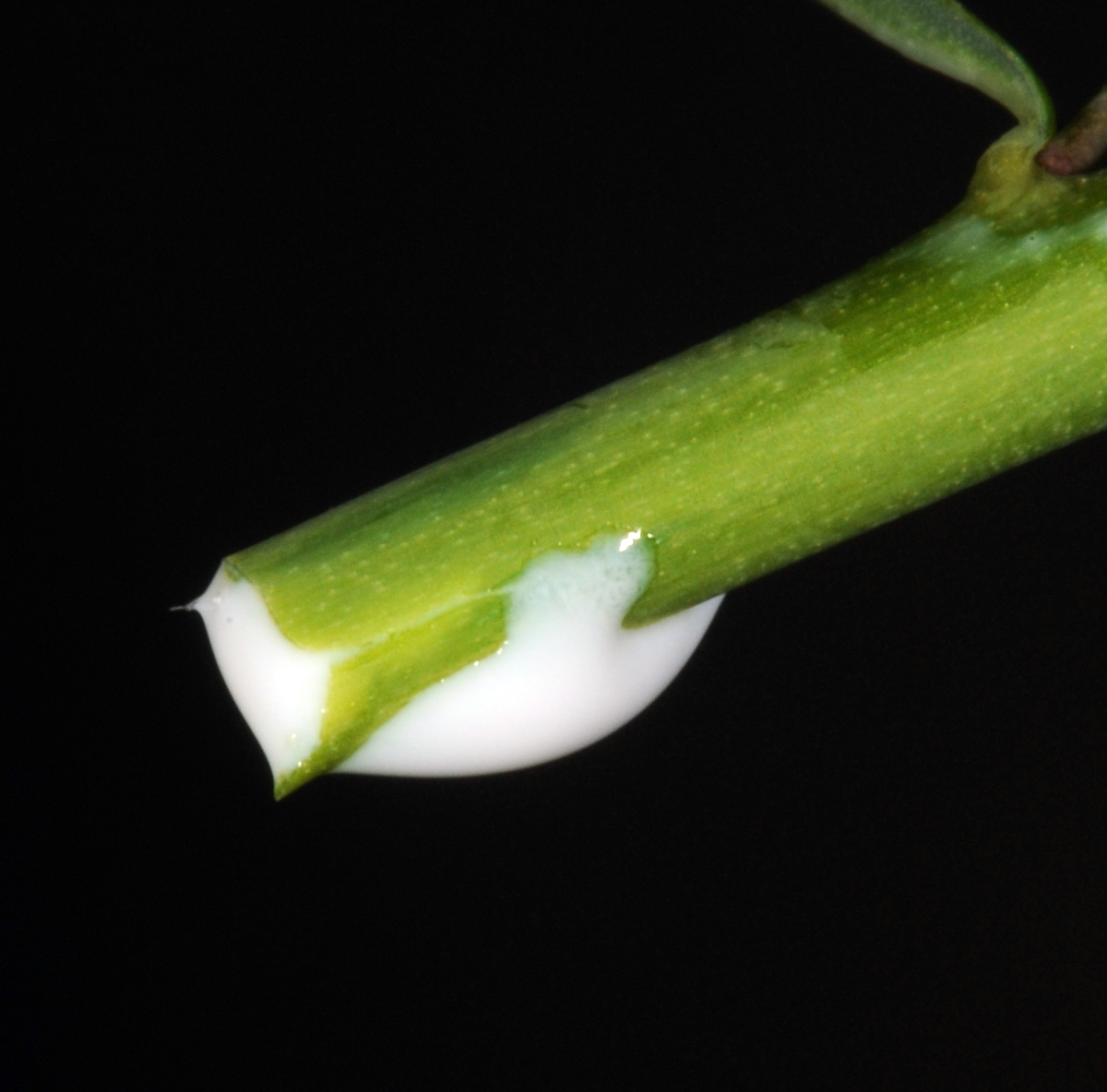
Austretender giftiger Milchsaft der Wolfsmilch (Euphorbia).

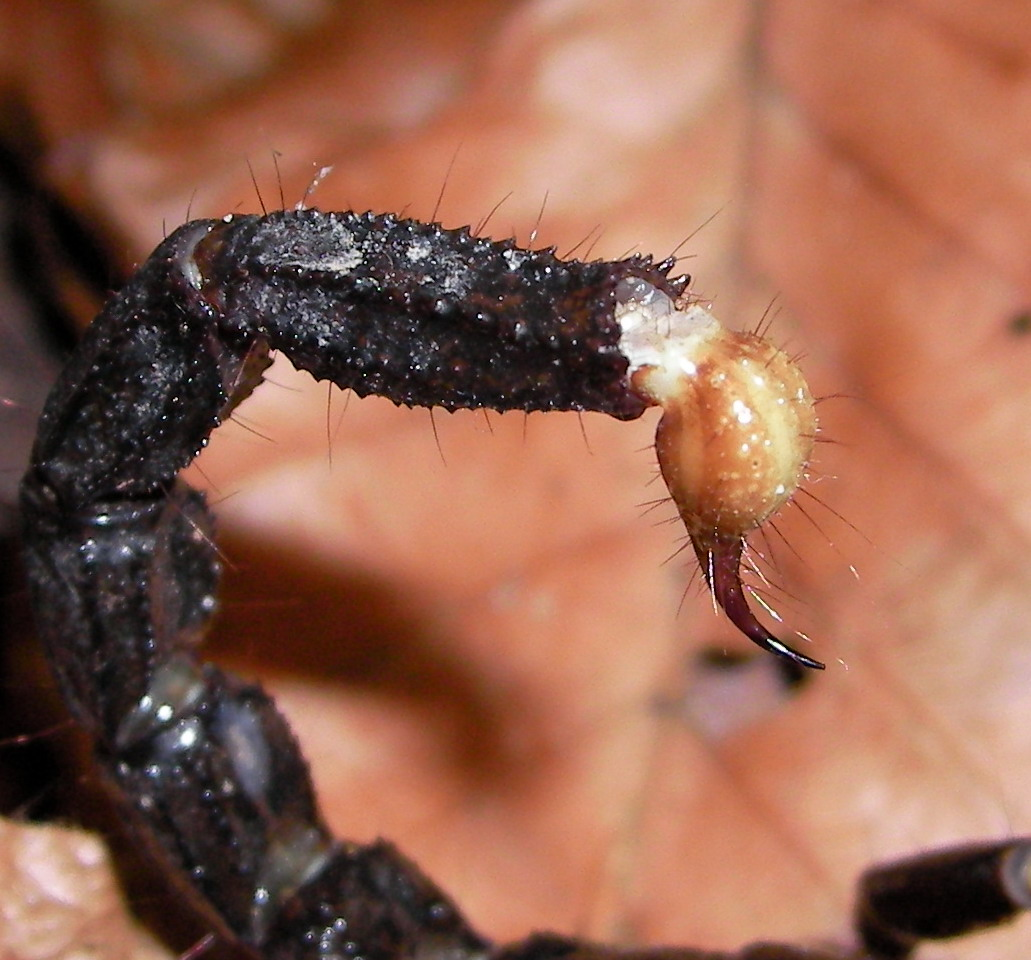
Giftstachel des Kaiserskorpions (Pandinus imperator)

Ein Toxin (von altgriechisch τοξικόν toxikón, deutsch ‚Gift [womit man die Pfeile bestrich]‘) ist ein Gift, das von einem Lebewesen synthetisiert wird. Die wissenschaftliche Disziplin, die sich mit Giften aller Art beschäftigt, ist die Toxikologie. Für das Teilgebiet der Toxikologie, das sich speziell mit Toxinen beschäftigt, hat sich im Englischen die Bezeichnung toxinology etabliert. Die deutsche Entsprechung Toxinologie hält zunehmend Einzug in den deutschen Sprachraum. Die Anreicherung von Toxinen wird als Toxinämie, Toxämie oder Toxikämie bezeichnet.

## Geschichte
Pflanzen-, Pilz- und Tiergifte sind dem Menschen seit vielen Jahrhunderten bekannt. Das erste Bakterientoxin, das Diphtherietoxin, wurde 1888 von Émile Roux und Alexandre Yersin entdeckt und isoliert. Der Mediziner Ludwig Brieger prägte 1890 im Zusammenhang mit Giften des Bakteriums Salmonella typhimurium – dem Erreger von Typhus – den Begriff „Toxin“.

## Chemische Zusammensetzung und Wirkungsweise
Toxine aus Tieren sind meist Peptide oder Proteine, während in Pflanzen und Algen häufig Alkaloide und Polyether verantwortlich für die Giftwirkung sind (alkaloide Insekten- und  Amphibientoxine stammen über deren Nahrung und Akkumulation und ggf. Umbau oft auch aus Pflanzen). Sie werden von Organismen zu ihrer Verteidigung oder zum Betäuben oder Töten von Beute hergestellt und stören oder beschädigen die grundlegenden zellulären Prozesse anderer Organismen. Beispielsweise blockieren manche bakteriellen Toxine die Proteinbiosynthese an den Ribosomen. Die von Bakterien aus der Gruppe der Clostridiaceae produzierten Toxine Botulinumtoxin und Tetanospasmin (beides Proteine) sowie viele Amphibiengifte – wie Batrachotoxin (ein Steroid-Alkaloid) und Tetrodotoxin (ein Alkaloid) und auch die proteinbasierten Skorpiontoxine – wirken stark neurotoxisch. Viele Schlangengifte sind Proteasen, d. h. Proteine, die andere Proteine abbauen.
Ein mikrobielles Toxin wird von Bakterien, Protisten oder einzelligen Pilzen erzeugt. Bakterielle Toxine können in Exotoxine und Endotoxine unterschieden werden.

### Exotoxine
Exotoxine sind komplex zusammengesetzte Proteine. Sie sind Ausscheidungsgifte, die permanent von Bakterien freigesetzt werden. Sie sind thermolabil, was bedeutet, dass sie nicht gegen Hitze und Kälte resistent sind. Exotoxine werden auf Plasmiden oder dem Kernäquivalent gefunden. Sie sind immunogen, hinterlassen jedoch keine lang anhaltende Immunität. Sie können durch Wärme oder Formalineinwirkung in Toxoide überführt werden.

### Endotoxine
Endotoxine bestehen aus Lipopolysacchariden. Sie sind in der äußeren Hülle von gramnegativen Bakterien zu finden und werden beim Zerfall der Mikroorganismen freigesetzt. Unter Umständen können dabei sehr große Mengen der Toxine freigesetzt werden. Endotoxine sind thermostabil. Das Lipid A bildet die toxische Komponente. Antikörper reagieren mit der Polysaccharidseitenkette. Dies geschieht in der Regel sehr schnell, was bedeutet, dass auch sehr schnell ein Gegengift angewandt werden muss.